# Марка Союзного военного командования
Марка Союзного военного командования (нем. Mark) — денежные знаки, выпускавшиеся оккупационными властями в период оккупации Германии и обращавшиеся параллельно с рейхсмаркой и рентной маркой в 1944—1948 годах.

## История
Подготовительная работа по изготовлению денежных знаков и последующая организация выпуска их в обращение было возложено на Бюро гравировки и печатных работ в Вашингтоне. В апреле 1944 года СССР были переданы клише, бумага, краска и образцы денежных знаков. Выпуск денежных знаков Союзного военного командования в обращение начат 8 сентября 1944 года.
К моменту вступления советских и англо-американских войск на территорию Германии союзники установили следующий курс марки к своим валютам: 1 рубль = 2 марки, 1 доллар США = 10 марок, 1 фунт стерлингов = 40 марок. Рейхсмарки и рентные марки сохраняли силу законного платёжного средства.
В соответствии с Потсдамским соглашением германские власти должны были бесплатно предоставить столько германской валюты, сколько потребуют представители союзников, изъять и выкупить в германской валюте в такие сроки и на таких условиях, как укажут представители союзников, всю находящуюся на германской территории валюту, выпущенную представителями союзников во время военных действий или оккупации, и передать бесплатно представителям союзников изъятую таким образом валюту.
Эмиссия оккупационных марок производилась во всех оккупационных зонах, причём договоренности между союзниками о её размере не было, и военная администрация каждой зоны выпускала марки по своему усмотрению. Достоверных данных о сумме эмиссии нет. По официальным данным британская военная администрация прекратила выпуск военных марок 1 августа 1946 года, а американская — 15 сентября того же года. К этому времени выпуск английских и американских военных властей составил около 10 млрд марок.
Установленное первоначально соотношение оккупационной марки к рейхсмарке 1:1 сохранялось недолго. В первый период население Германии расценивало военную марку выше рейхсмарки. На рынках Берлина в 1945 году каждый товар имел две цены — в рейхсмарках (дороже) и в оккупационных марках (дешевле). Возникновение лажа было вызвано опасениями, что денежные знаки, выпущенные при гитлеровском режиме, будут аннулированы. Существенную роль играли и спекулятивные операции: военнослужащие США, воспользовавшись правом переводить в США значительные суммы в военных марках, продавали на рынках товары народного потребления только за военные марки. Кроме того, в западных зонах оккупационными властями рейхсмарки не обменивались на оккупационные марки. Когда же население убедилось, что союзники не имеют намерений изъять рейхсмарки из обращения и американские власти резко ограничили предельную сумму перевода военных марок в США, лаж исчез.
Марка Союзного военного командования, рейхсмарка и рентная марка были изъяты из обращения в британской, французской и американской оккупационной зоне и заменены на немецкую марку в ходе денежной реформы, начатой 20 июня 1948 года. В советской зоне оккупации денежная реформа была начата 24 июля 1948 года, в обращение выпущена немецкая марка Немецкого эмиссионного банка.

## Банкноты
Отличительным признаком банкнот, печатавшихся в США, является потайной знак фирмы «Форбс Литограф Компани, Бостон», отсутствующий на билетах, выпускавшихся в советской зоне оккупации.
Купюрность номиналов по зонам оккупации была неодинаковой:
- американская зона: 1, 5, 20, 50, 100 марок;
- британская зона: 1/2, 1, 5, 10, 20, 50, 100 марок;
- французская зона: 1/2, 1, 5, 10, 20, 50, 100, 1000 марок;
- советская зона: 1/2, 1, 5, 10, 20, 50, 100, 1000 марок.

По начальным цифрам нумерации билетов также можно определить зону выпуска: «1» — американская зона, «0» — британская зона, «00» — французская зона, «-» — советская зона. Однако есть исключения из этого правила: знак «-» ставился также на билетах американского производства, отпечатанных для замены отбракованных экземпляров из-за дефектов печати; цифра «1» ставилась первой на некоторых билетах советского производства. Отличить американские купюры с этими знаком от купюр советского производства можно по наличию знака фирмы «Форбс».
| Изображение | Номинал    | Размеры (мм) | Основной цвет                                                     | Описание                                                  | Описание                         | Описание     |
| Изображение | Номинал    | Размеры (мм) | Основной цвет                                                     | Лицевая сторона                                           | Оборотная сторона                | Водяной знак |
| ----------- | ---------- | ------------ | ----------------------------------------------------------------- | --------------------------------------------------------- | -------------------------------- | ------------ |
|             | 1/2 марки  | нет данных   | нет данных                                                        | нет данных                                                | нет данных                       | нет данных   |
|             | 1 марка    | нет данных   | нет данных                                                        | нет данных                                                | нет данных                       | нет данных   |
|             | 5 марок    | нет данных   | нет данных                                                        | нет данных                                                | нет данных                       | нет данных   |
|             | 10 марок   | нет данных   | Лицевая сторона — голубой, чёрный. Оборотная сторона — коричневый | Надпись «Для обращения в Германии», растительный орнамент | Надпись «Союзные военные власти» | нет данных   |
|             | 20 марок   | нет данных   | нет данных                                                        | нет данных                                                | нет данных                       | нет данных   |
|             | 50 марок   | нет данных   | нет данных                                                        | нет данных                                                | нет данных                       | нет данных   |
|             | 100 марок  | нет данных   | нет данных                                                        | нет данных                                                | нет данных                       | нет данных   |
|             | 1000 марок | нет данных   | нет данных                                                        | нет данных                                                | нет данных                       | нет данных   |

## Монеты
Несмотря на то, что из названия новой германской валюты была убрана одиозная приставка «рейхс-», разменная монета по прежнему называлась рейхспфеннигом (на купюре в 1⁄2 марки номинал был указан в пфеннигах, без приставки «рейхс-»). Монеты сохранили предыдущий дизайн за исключением одной детали: из лап орла на аверсе была убрана свастика, окружённая дубовым венком. Сокращена была и линейка номиналов: выпускались монеты номиналом только в 1, 5 и 10 рейхспфеннигов.